# 地赦
地赦，又作地赦儀式。台灣道教以及民間信仰的「三赦」儀式之一，「三赦」分別是天赦、地赦和天地渡化，地赦為「三赦」儀式的第二關，祈求對象為「地藏王菩薩」。:73-80

## 簡介
「三赦」是一種表達懺悔、向上天祈求寬宥自己在人世間犯過錯誤的一種儀式，盛行於漢族民間，雖整體偏屬道教，但已摻和些許佛教「業力」的概念。俗語所謂「跳脫三界外，不在五行中」，便是探討不論是任何事物，只要涉入人鬼神三界，便無可倖免遭受到陰陽五行的干擾，其中包括「業力」。
不同於「天赦」是要藉由外力赦免自身過錯，「地赦」則是針對自己在每一次輪迴的過程中，與累世接觸的人結清所有的因果關係，此因果舉凡如金錢債、感情債、子女債、父母債、健康債等等，「地赦」便是為了向所有的冤親債主表達「赦免的請求」，也因此「地赦」訴諸層面遠較「天赦」廣，所以準備的事項也更多。:73-80
地藏王菩薩雖然是佛教神祇，但在民間宗教被奉為「幽冥教主」，肩負渡化地府之中所有的亡靈，也包括自己累世的債務對象，所以凡人但求「地赦」，便會請託地藏王菩薩來主持。:73-80
進行「天赦」、「地赦」之後，尚有「天地渡化」的儀式需進行，才能完成為台灣民間信仰中，消弭「個人業力」，進而改善個人命運以及拓展人生道路上的機運。:52

## 前置作業
根據派別、書籍不同，會有些許差異；本文依據王品豊所著《拜拜系列之二：這樣拜才有錢》，簡述如下：:84-87

### 地點
- 居住地附近的地藏王廟，需確認該廟宇的金爐有否供大眾燒紙錢。
- 台北地區 新莊地藏庵
- 台南地區 台南東嶽殿

### 日期
廟宇開放時間皆可，但以上午較佳：
- 「天赦儀式」結束一週後為宜。急件可上稟玉帝，得玉帝慈允後可當天辦理「地赦」「天地度化」

### 準備物品
- 鮮花一對、紅燭一對、五種水果‧
- 稟文[b]一張，以黃紙書寫。

#### 紙錢
- 廟方紙錢六份（四色金）
- 大銀三十支
- 小銀三十支
- 卦金十支
- 福金二十支
- 佛祖金一刀
- 壽生錢一刀
- 往生錢一刀
- 本命錢一刀
- 地藏金一刀
- 壽金十支
- 黃錢三支
- 白錢三支
- 巾衣三支
- 甲馬三支
- 庫銀（庫錢）三箱
- 壽生蓮花十八朵
- 往生蓮花三十六朵

## 儀式流程
地赦：稟文A3(A4 兩張合併) 黃紙紅色字
一、     進行時間：天赦儀式完成一周後(上午)
二、     步驟：
1.   添功德金(金額200元以上)，取收據
2.   將四品禮品、疏文(於姓名及生辰等處捺大拇指印，男左女右)及功德金收據置案桌，點燭燃香。
3.   在天公爐外朝天拜，口念：「奉請玉皇上帝大天尊在上、諸天過往神佛在上，信士(信女)OOO(生辰、住址)今日來OOO地藏庵，祈求地藏王菩薩為信士(信女) 開恩赦罪，陰陽兩利，在此稟明並祈求今日辦理地赦圓滿順利。」
4. 依主配祀順序，上香稟告今天的目的。祈求諸神佛助我今天圓滿。
5.到地藏王菩薩座前將疏文念一次，然後請示各種金紙數量，每一種金紙一允筊，總統計三次允筊，準備金紙。
6.再到地藏王菩薩座前請示『今日如果一切圓滿，請賜連續三次允筊』。如無法得到連續三次允筊，則請示是否有事要指示（家庭、事業、健康、祖先、冤親債主、陰宅、陽宅），或者要補其他功德（念經咒、放生、助印經書、育幼院、養老院），慢慢請示，答案會自然出現！！
7. 奏稟完成待10分鐘，擲筊請示可否奉化紙錢?再稟：「信士(信女)OOO今日感謝地藏王菩薩作主，開恩赦罪，陰陽兩利，感謝地藏王菩薩慈悲，祝香火鼎盛，神威顯赫。如果一切圓滿，是不是可以奉化金紙？」得聖筊(一筊)後三叩謝，燒化紙錢。 
8.  燒化紙錢後，再稟：「信士(信女)OOO今日感謝地藏王菩薩開恩赦罪，祝香火鼎盛，神威顯赫。」三叩謝。
地赦金紙參考數量
四色金6份、壽金10支、九金10支、福金20支、大銀30支、小銀30支、佛祖金1刀、壽生錢1刀、往生錢1刀、本命錢1刀、地藏金（長壽生）10支、黃錢3支、白錢3支、更衣3支、甲馬3支、庫錢3箱（給往生者用）、壽生蓮花18朵、往生蓮花36朵（單色）